# Buurtwhatsapp

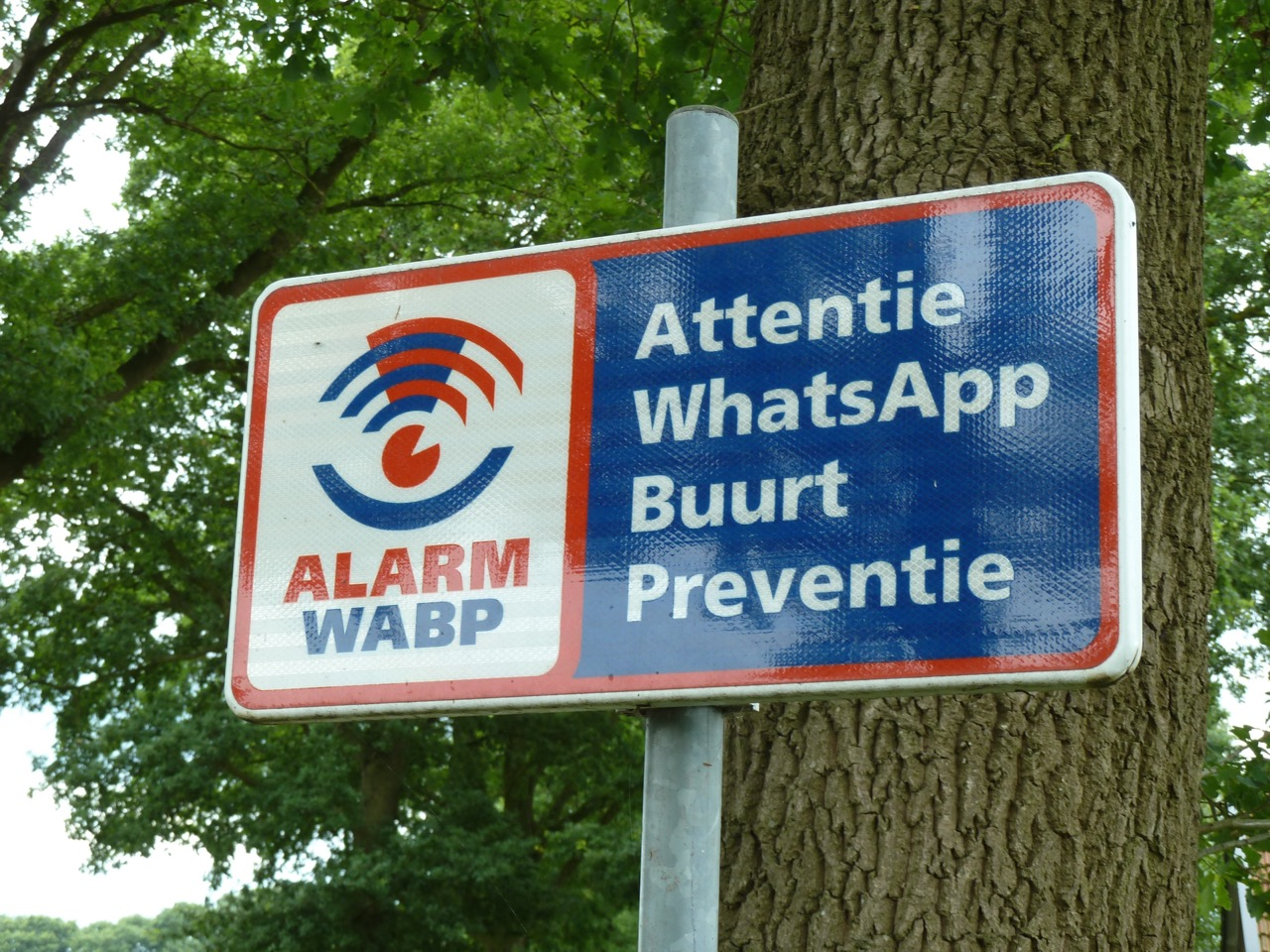
Attentie WhatsApp Buurtpreventie

Buurtwhatsapp, of whatsapp buurtpreventie (WABP), is een vorm van burgerparticipatie.
Inwoners van een bepaalde buurt of wijk – in stad, dorp, maar ook op het platteland – kunnen door middel van WhatsApp met elkaar in contact komen of blijven om elkaar te waarschuwen voor verdachte situaties en/of personen. Met deze manier van buurtpreventie kan goed met de  politie worden gecommuniceerd.
In meerdere Nederlandse gemeenten wordt deze manier van informeren en communiceren toegepast. Vooral inbraken in woningen en auto's en winkeldiefstallen kunnen hiermee voorkomen worden. In Tilburg bijvoorbeeld heeft het in 2015 geleid tot een halvering van het aantal Inbraken.
Een buurtwhatsapp wordt gestart en daarna onderhouden door een of meer beheerders.